# Peine de mort à Hawaï

Carte des États-Unis.

Hawaï procéda à sa dernière pendaison en 1944, depuis la législation de l'archipel ne prévoit pas l'application de la peine de mort, y compris lorsqu'il a été admis au statut d'État américain en 1959. En 2003, le sénateur en fonction, Willie Espero, avait avancé l'idée d'une réintroduction de la peine de mort par injection létale pour les meurtriers de personnes mineures. La population étant majoritairement opposée à ce type de peine, aucune loi en ce sens n'a finalement été adoptée.